# Los otros 48 días
Los Otros 48 Días (título original The Other 48 Days) es el capítulo N° 7 de la Segunda Temporada de Lost. Los 48 días después del accidente son renarrados desde el punto de vista de los otros supervivientes, que fueron atacados repetidamente por Los Otros. El capítulo narra el momento desde el accidente hasta su encuentro con Michael, Sawyer y Jin. Su posterior viaje al campamento al otro lado de la isla y su fatídico encuentro con Shannon.

## Trama
Tras el encuentro entre ambos grupos de náufragos, los hermanos más pobres de la isla recuerdan las duras condiciones por las que han pasado, sus encuentros con Los Otros (a los que llaman Ellos) y su lucha sin tregua por su supervivencia en una parte de la isla aún más hostil, donde contaban con aún menos recursos, donde surge una líder natural, con sus luces y sus sombras, pero capaz de sacar el grupo adelante. Aunque no parece que la tregua vaya a llegar próximamente tras el encuentro de Ana y Shannon.

## Otros Capítulos
- Capítulo Anterior: Abandonados
- Siguiente Capítulo Colisión